# Thomas Ainsworth

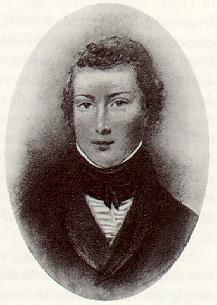
Thomas Ainsworth

Thomas Ainsworth (* 22. Dezember 1795 in Bolton le Moors, Lancashire, England; † 13. Februar 1841 in Hellendoorn) war ein englischer Ingenieur, der die Textilindustrie in den Niederlanden begründet hat.
In den 1820er Jahren arbeitete er als Ingenieur für die Cockerill-Stahlwerke in Seraing bei Lüttich. Er war bestrebt, effizientere Produktionsmethoden zu erfinden. Wallonien, in der Lüttich liegt, gehörte damals zum Königreich der Vereinigten Niederlande. Als 1830 die Belgische Revolution ausbrach, wich er aus in die nördlichen Niederlande, wo er sich der Verbesserung der Weberei widmete. Er entwickelte ein schnelleres Verfahren für die Handweberei, und durch Regierungsmaßnahmen unterstützt, gründete er eine Webschule in Goor (Gemeinde Hof van Twente). Reiche Leute in der Region stellten ihm Grund und Gebäude zur Verfügung, wo er Handwebereien mit etwa 85 Webstühlen gründete: die erste Textilfabrik. Ainsworth war Gegner des Einsatzes von Dampfmaschinen, da er dadurch eine Massenarbeitslosigkeit befürchtete. Insofern ist er kein Teilhaber an der Industrierevolution. Sein Einsatz, auch für das Wohl der Arbeiter, wird immer noch sehr geschätzt. 